# Whisky
Pour les articles homonymes, voir Whisky (homonymie).
Pour l’article ayant un titre homophone, voir Wiski.
 (octobre 2017).

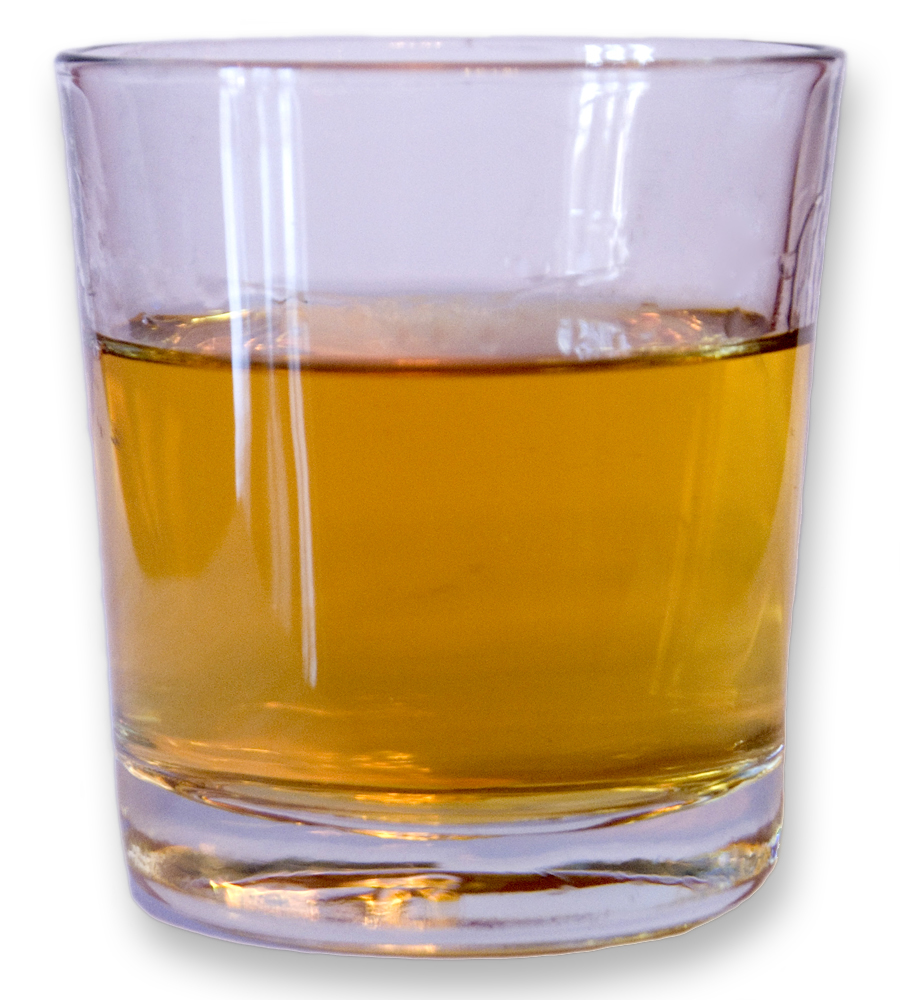
Verre de whisky.

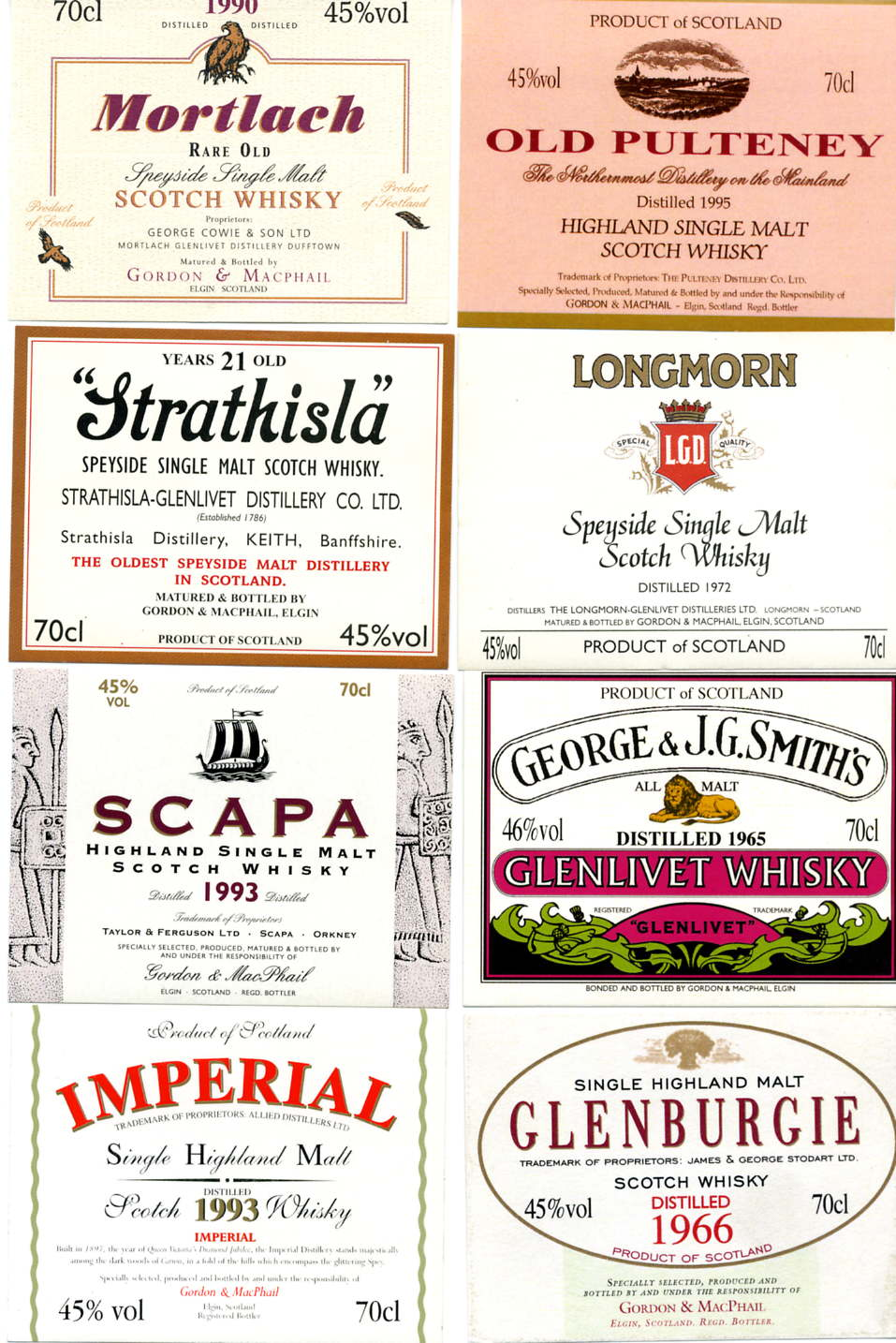
Étiquettes de whiskies écossais distribués par Gordon&McPhail.

Whisky ou whiskey est le nom générique d'un ensemble d'eaux-de-vie fabriquées par distillation de céréales maltées ou non maltées. L'origine du whisky est encore aujourd'hui sujette à controverses entre Écossais et Irlandais, chacun y allant de sa preuve la plus ancienne. Par la suite, le whisky a été exporté vers le Nouveau Monde (notamment aux États-Unis et au Canada). Depuis le début du XXe siècle, des distilleries se sont développées au Japon, puis dans le reste du monde plus récemment.

## Définitions commerciales

### Union européenne
Conformément au règlement (UE) 2019/787 du Parlement européen et du Conseil du 17 avril 2019, il existe 44 catégories commerciales de boissons spiritueuses.

#### Whisky ou whiskey
Le whisky ou whiskey est une boisson spiritueuse produite exclusivement en effectuant toutes les opérations de production suivantes :
1. distillation d'un moût de céréales maltées, avec ou sans les grains entiers de céréales non maltées, qui a été saccharifié par la diastase du malt qu'il contient, avec ou sans autres enzymes naturelles, ou fermenté sous l'action de la levure ;
2. toute distillation est réalisée à moins de 94,8 % vol., de telle sorte que le distillat ait un arôme et un goût provenant des matières premières utilisées ;
3. vieillissement du distillat final pendant une période minimale de trois ans dans des fûts de bois d'une capacité inférieure ou égale à 700 litres.

Le distillat final, qui ne peut être additionné que d'eau et de caramel ordinaire (pour la coloration), conserve la couleur, l'arôme et le goût obtenus par le processus de production visé aux points 1., 2. et 3.
Le titre alcoométrique volumique minimal du whisky ou whiskey est de 40 %.
Il n'y a aucune adjonction d'alcool, dilué ou non.
Le whisky ou whiskey n'est pas édulcoré, même pour compléter le goût, ou aromatisé et ne contient aucun additif autre que le caramel ordinaire (E150a) utilisé pour en adapter la couleur.
La dénomination légale « whisky » ou « whiskey » peut être complétée par le terme « single malt » uniquement s'il a été distillé exclusivement à partir d'orge maltée dans une seule distillerie.

## Étymologie
Le mot anglais whisky ou whiskey vient du celtique uisge en gaélique écossais ou de uisce en gaélique irlandais. Le terme signifie simplement « eau » dans les deux langues ; c'est uisge beatha en gaélique écossais et uisce beatha en irlandais qui signifient « eau de vie » — et donc whisky en anglais.
En anglais, le mot whisky est généralement employé pour désigner les productions écossaises, canadiennes et japonaises, alors qu'on utilise le mot whiskey pour les productions irlandaises et américaines. Cependant, ces nuances ne sont pas identiques dans toutes les langues. En anglais américain, par exemple, le mot scotch, abréviation de Scottish whisky (« whisky écossais ») désigne un whisky produit en Écosse.

## Histoire
« L'histoire du whisky reste voilée dans les brumes de l'aube celtique. »
— Sir Robert Bruce Lockhart

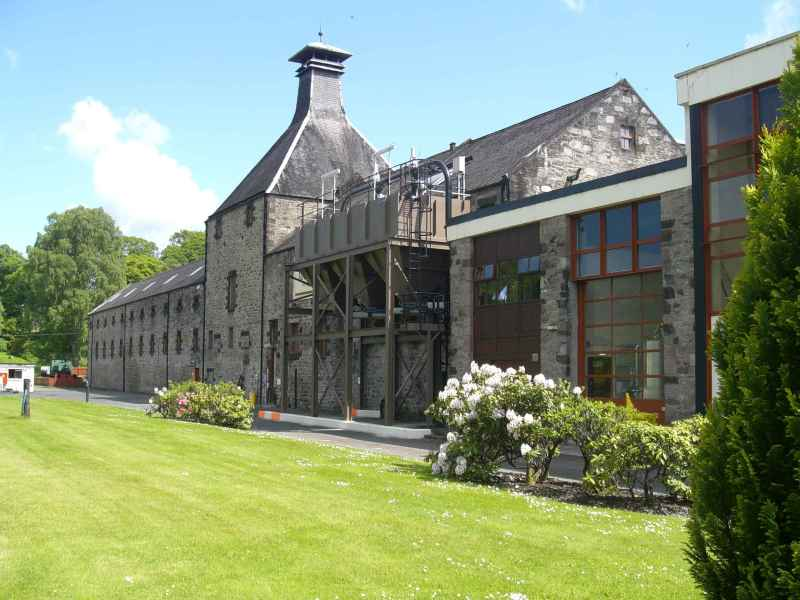
La distillerie d'Aberfeldy (Écosse).

Les plus anciennes distillations attestées par des fouilles archéologiques sont en Mésopotamie au IIe millénaire av. J.-C. mais des traces de distillation apparaissent auparavant en Chine et en Égypte (peintures dans des tombes). Les Arabes apportent cette technique en Occident. Les Maures en Espagne l'utilisent pour la fabrication de parfums et de médicaments. Les premières distillations en Europe ont lieu dans les pays possédant des vignobles puis dans les pays qui remplacent les raisins par des grains de céréales.
Ainsi, à partir du XIIe siècle, la distillation de l'eau-de-vie se répand progressivement en Europe et Vital du Four décrit en 1310 dans son traité de médecine les 40 vertus de l'eau-de-vie de vin de ses prieurés d'Eauze et de Saint-Mont en France, dont la vente est également attestée en 1461 sur le marché de Saint-Sever : c'est l'actuel armagnac et même si la vigne est cultivée sur place au moins depuis la basse antiquité (comme l'attestent les mosaïques de Séviac), rien ne permet de dater précisément les débuts de la viticulture locale ni l'hypothèse d'une eau de vie dérivée produite dès l'antiquité.
En l'état de nos connaissances l'armagnac est néanmoins la plus ancienne eau de vie encore produite.
En Écosse et en Irlande, l’alambic ferait son apparition avec les missionnaires chrétiens qui ont découvert les secrets de fabrication du parfum. Une légende veut que les missionnaires irlandais, emmenés par saint Patrick, rapportent de leurs voyages évangéliques en Égypte la technique de la distillation et le premier alambic, l'introduisent en Irlande en 432 et détournent le procédé pour la fabrication d'une eau-de-vie.
La pratique et le savoir-faire se développent dans les monastères mais il faut attendre le XIe siècle pour que les progrès dans les techniques de condensation permettent de produire des boissons. À l'instar des autres eaux de vie, l'ancêtre du whisky, alors appelé uisge beatha (en gaélique « eau de vie »), n'est envisagé à cette époque que pour un usage essentiellement médicinal, utilisé autant en onguent qu'en médicament.
À la suite de l'invasion normande de l'Irlande en 1169, les soldats anglo-normands qui envahissent l'Irlande découvrent la boisson alcoolisée qui semble alors jouir d'une popularité notable auprès de la population locale. Incapables de prononcer uisge beatha, ils anglicisent le vocable qui est progressivement déformé en usgebaugh abrégé uisge, puis fuisce, uiskie, whiskie et enfin whisky.
La première trace de whisky en Écosse remonte à 1494. Il s'agit d'une note se référant à la production d’eau-de-vie dans un document officiel l'Exchequer's roll qui précise « 8 bolls of malt to Friar John Cor, by order of the King to make aqua vitae » témoignage d'une pratique déjà bien installée. On considère généralement que les moines de Dal Riada firent profiter les Écossais de leurs connaissances dans le domaine de la distillation lorsqu'ils vinrent évangéliser les Pictes de Calédonie.
Au XVIe siècle, la mise au point de systèmes de refroidissement à eau permet une nette amélioration qualitative qui accélère le développement économique du whisky écossais. La dissolution des monastères anglais puis écossais amène les moines à se fondre dans la population séculière et à communiquer leur savoir-faire. Si la revente d'eau-de-vie en Écosse n'est licite que pour les barbiers et chirurgiens depuis 1505, elle est parallèlement devenue une activité courante à la ferme, où tout surplus de grain est distillé. Jusqu'au XVIe siècle, le whisky est incolore car non vieilli, aussi est-il vendu comme une eau-de-vie : les Britanniques, en important des vins en barriques, notamment le xérès, vin le plus réputé en Europe au XVIe, utilisent ces barriques pour transporter leur whisky en retour. S'apercevant que ce mode de transport réduit l'oxydation, développe le bouquet des whiskies et leur donne une couleur différente selon le type de barrique, ils favorisent dès lors le vieillissement en futs de chêne de capacité variable.
En 1608, le comté d'Antrim en Irlande du Nord obtient la première licence officielle de distillation et la distillerie Bushmills se réclame de cette date sur ses étiquettes.
Aux États-Unis, le président Thomas Jefferson abolit les taxes sur le whisky en 1802. De nombreux entrepreneurs se lancent alors dans la production. Le pasteur baptiste Elijah Craig est le premier à utiliser des fûts de chêne pour transporter son whisky. Le système de filtration au travers d’une couche de charbon est inventé en 1825 par Alfred Eaton. Ce système est toujours utilisé de nos jours (par Jack Daniel's par exemple). Le whisky américain, qui incorpore une proportion de maïs supérieure à 51%, prend le nom de bourbon.
La distillation devient légale en Écosse avec l'Excise Act de 1823, de par les efforts du cinquième duc de Gordon. Cette loi légalise la distillation contre le paiement d'une taxe de 10 livres. Dès lors, la production clandestine diminue inexorablement. Dans le même temps, la production industrielle se développe.
Les améliorations techniques favorisent la production industrielle : en 1826, on invente en Irlande le système de distillation en continu de l’alcool de grain, c’est l’alambic à colonne (patent ou column still). Paradoxalement, il n’est d'abord utilisé qu’en Écosse pour les whiskies de grain où il remplace l’alambic charentais (pot still) encore d’actualité au XIXe siècle en Irlande.
En 1853, le premier blend est créé par Andrew Usher de la distillerie Glenlivet. Il associe différents whiskies de malt et whiskies de grain. L’arrivée du blend va révolutionner l’industrie du whisky. Sa fabrication plus économique, son goût moins typé et reproductible va entraîner la quasi-disparition des single malts pendant près d’un siècle et va favoriser le déclin des productions irlandaises et américaines. Les distilleries irlandaises refusent d'abord de pratiquer le blending, avant de se raviser. Cela va entraîner la fermeture de plus des quatre cinquièmes de celles-ci (on passe de 160 à 30 distilleries de 1850 à 1900). À la suite d'un litige impliquant la Distiller's Company Limited (DCL), la cour d'Islington (Londres) estima en 1906 que seul le whisky de malt pouvait être qualifié de whisky. La DCL fit appel. Une commission royale rendit un jugement en 1908 qui autorisa les mélanges (blend) de whiskies de malt et de grain à être commercialisés sous le nom de "Scotch whisky".
Au début du XXe siècle, 90 % de la production de whisky en Écosse se fait sous la forme de blend. Rares sont les distilleries qui comme Caol Ila, Bowmore, Macallan ou Glen Grant proposent toujours leur single malt à la vente. C’est l’âge d’or des distilleries écossaises.
En 1890, on compte plus de 160 distilleries officielles en Écosse. Mais à cette euphorie succède une période de récession économique. La surproduction d’alcool entraîne la fermeture définitive ou momentanée d’un grand nombre de distilleries. Une des causes de cet effondrement est la Crise des Pattison.
Aux États-Unis, l’industrie du whisky commence à être menacée avec l'apparition des premières ligues anti-alcool à la fin du XIXe siècle. Après une première baisse de la consommation de whisky pendant la guerre de Sécession, la Prohibition, de 1920 à 1933, met durablement à mal l’industrie du whisky aux États-Unis, la perte de son image de marque étant principalement due au fait que des fraudeurs collaient sur les bouteilles de whisky frelaté des étiquettes de marques irlandaises. Les consommateurs associent alors mauvais alcool à whisky. Les bourbons ne commenceront à relever la tête qu’à partir des années 1980.
En Irlande, le whiskey est lui aussi mis à mal au XXe siècle. L’arrivée des blends écossais, puis la guerre civile et la partition de l’Irlande dans les années 1920 vont chambouler le marché du whiskey. Il perd sa principale zone de vente : le Royaume-Uni. La diaspora irlandaise en Amérique du Nord va permettre d’écouler la production et l'Irish coffee connaît une certaine popularité. Après la Seconde Guerre mondiale, il ne restera que quatre distilleries en activité en Irlande (Bushmills, Cork Distillery, Jameson et Power). Plus tard  les trois dernières ont regroupé leur centre de production sur un seul site : Midleton. Ce qui fait qu’au début du XXIe siècle, l’Irlande ne compte plus que trois distilleries en activité (Bushmills, Midleton et Cooley créée en 1987).
Les années 1980 vont marquer le début d’une nouvelle phase dans l’histoire du whisky. Une phase de renouveau s’ouvre avec l’avènement du single malt whisky. Ce whisky, presque oublié depuis la fin du XIXe siècle et qui n’était plus commercialisé que par un très petit nombre de distilleries, revient à la mode en  suivant l’exemple de Glenfiddich qui le premier avait fait de grandes campagnes de publicité afin de promouvoir son single malt. À la même époque, aux États-Unis, les grands distillateurs de whiskey comme Jim Beam, Maker's Mark ou Buffalo Trace se mettent à améliorer la qualité de leurs productions afin de pouvoir de nouveau concurrencer les blends écossais qui tenaient le marché américain. Grâce à ces efforts, le bourbon reconquiert de grandes parts de marché dans son pays et augmente aussi sa notoriété et donc ses ventes dans le monde.

## Les différents types de whisky

### Les catégories
Le whisky de grain est fabriqué à partir de diverses céréales (blé, maïs, avoine, seigle) et éventuellement d'orge maltée. Il ne subit qu'une seule distillation, opérée dans un appareil à flux continu. Ce type de whisky a très peu de goût, et est utilisé essentiellement pour l'assemblage des blends. Une seule distillerie a commercialisé à grande échelle ce type de produit.
La catégorie la plus courante est le blended whisky ou blend, qui est un assemblage d'au moins un « whisky de malt » (« pour le goût ») avec des « whiskies de grain » (« pour le volume »). Il y a souvent une proportion supérieure de whisky de grain, car moins cher à produire que le whisky de malt. Cependant certains blends haut de gamme peuvent renforcer le goût en augmentant la proportion de whiskies de malts. L'essentiel de la consommation mondiale est de ce type.
Viennent ensuite les blended malt, aussi connus comme pure malt ou vatted malt, qui est un assemblage de « whiskies de malt » provenant de plusieurs distilleries. De grandes marques ont réalisé leur notoriété par la production de whiskies pure malt assez typés, en réalisant leurs assemblages à partir d'un choix judicieux des productions de diverses distilleries, de façon à fournir un produit très régulier en goût, d'un lot à l'autre.
On réserve l'appellation single malt au whisky provenant d'une seule distillerie. Actuellement, la plupart des distilleries offrent un single malt à la vente, alors qu'auparavant un grand nombre d'entre elles ne produisaient que pour le négoce.
Certaines distilleries mettent en vente des bouteilles provenant d'un seul fût. Dans ce cas, la dénomination est single cask, et souvent le numéro du fût est mentionné. En général, ce type de whisky n'est pas allongé d'eau, et se trouve donc embouteillé au degré d'alcool initial du fût (entre 55 et 65° environ). On peut trouver aussi des single malt vendus au degré initial, mais provenant de l'assemblage de plusieurs fûts. Dans ce cas, on trouve plutôt la mention traditional strength.
Le whisky est généralement l'assemblage de plusieurs années, de manière à maintenir un goût homogène. Certaines distilleries cependant produisent des whiskies millésimés (à partir de la production d'une seule année).

### Les différents whiskies
En Écosse, pour pouvoir être qualifié de Scotch Whisky, le vieillissement en fût sur le territoire écossais est indispensable pour que celui-ci soit qualifié de « scotch ». Après une large consultation de la branche en 2004 et 2005, la Scotch Whisky Association a décidé de restreindre les appellations au nombre de cinq :
- Blended Grain Scotch Whisky ;
- Blended Malt Scotch Whisky ;
- Blended Scotch Whisky ;
- Single Grain Scotch Whisky ;
- Single Malt Scotch Whisky.

Aux États-Unis, on trouve l’American whiskey, et les Nord-Américains insistent pour conserver le monopole de cette appellation « whiskey » (avec le « e »). Le whiskey nord-américain comprend notamment le bourbon (à base de maïs) et le rye (à base de seigle). Ces différentes appellations correspondent toutes à des compositions différentes :
- le corn whisky est composé de plus de 80 % de maïs ;
- le Straight Bourbon est fabriqué essentiellement à partir de maïs (entre 51 et 80 %, généralement entre 65 et 75 %), de seigle ou de blé, le reste étant de l'orge maltée ;
- le Straight Rye est à base de seigle (51 % minimum). La présence de seigle s’explique : les distillateurs ont suivi leurs clients lors de la vague d’immigration irlandaise du XIXe siècle, principalement vers le Canada, comme le Jefferson’s, mis en bouteille à Louisville dans le Kentucky, mais est produit au Canada) ;
- le Straight Tennessee a la particularité d'être produit dans l'État du Tennessee exclusivement et d'être filtré sur du charbon d'érable. Il est composé de 70 % de maïs et de seigle dont 51 % d'une seule céréale, généralement du maïs ;
- le whisky de malt écossais est élaboré uniquement à partir de 100 % d'orge maltée, qui peut être séchée au feu de tourbe.

En Irlande, l'usage fait que l'on parle de « whiskey » ou « Irish whiskey » alors que les textes de loi utilisent le terme « whisky » (sans le « e »). Le pure pot still whiskey est issu d'une seule distillerie et distillé dans un alambic charentais mais à la différence d'un single malt il comporte une proportion d'orge non maltée et éventuellement d'autre céréale en plus de l'orge maltée ; en dehors de cette particularité, les appellations sont identiques à celles pratiquées en Écosse.
En Bretagne, l’Eddu breton (ed du signifie « blé noir ») est un whisky (20 % de whisky de blé noir malté - 80 % de whisky de blé noir non malté) de création récente (1998). Une partie de son vieillissement est effectuée dans des fûts de chêne neufs.

## Élaboration

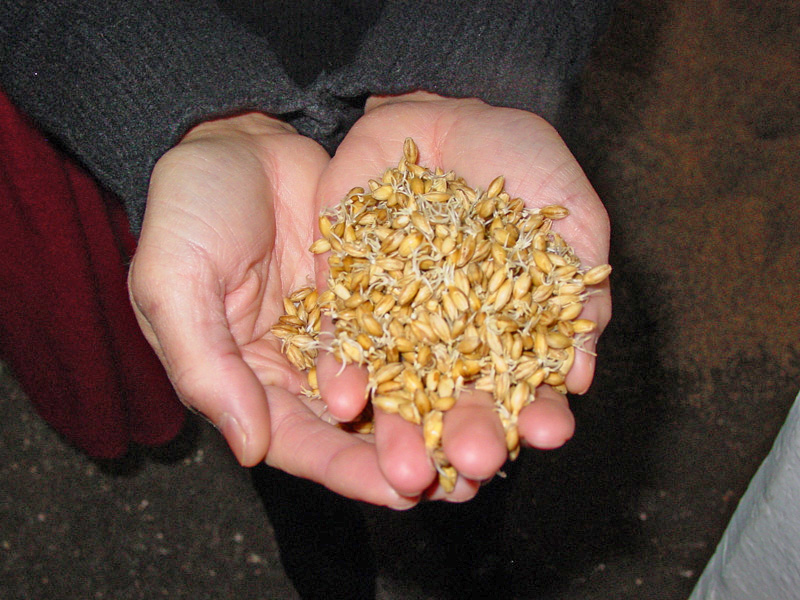
Orge maltée.

L'élaboration d'un whisky doit durer au minimum trois ans ; si le vieillissement en fût de chêne est inférieur à trois ans, il est impossible de lui conférer l'appellation de whisky. On distingue cinq étapes dans sa fabrication.

### Le maltage
Pour obtenir du malt, on étend l'orge et on l'humidifie pour qu'elle germe. Cette opération dure une à deux semaines. Lors de la germination, le grain synthétise des enzymes capables de découper la molécule d'amidon en sucres fermentescibles. Pour l'élaboration d'alcool de grain, une enzyme de synthèse est rajoutée, permettant de supprimer l'opération du maltage. Le produit est aussi nettement moins parfumé. On met fin au maltage en séchant les graines au-dessus d'un four, parfois alimenté par de la tourbe, qui donne à certains whiskies leurs goûts particuliers. Lorsqu'il est sec, le malt est broyé, ce qui produit une farine grossière appelée le grist, et parfois mélangé avec des céréales non maltées selon le type de produit recherché.

### Le brassage

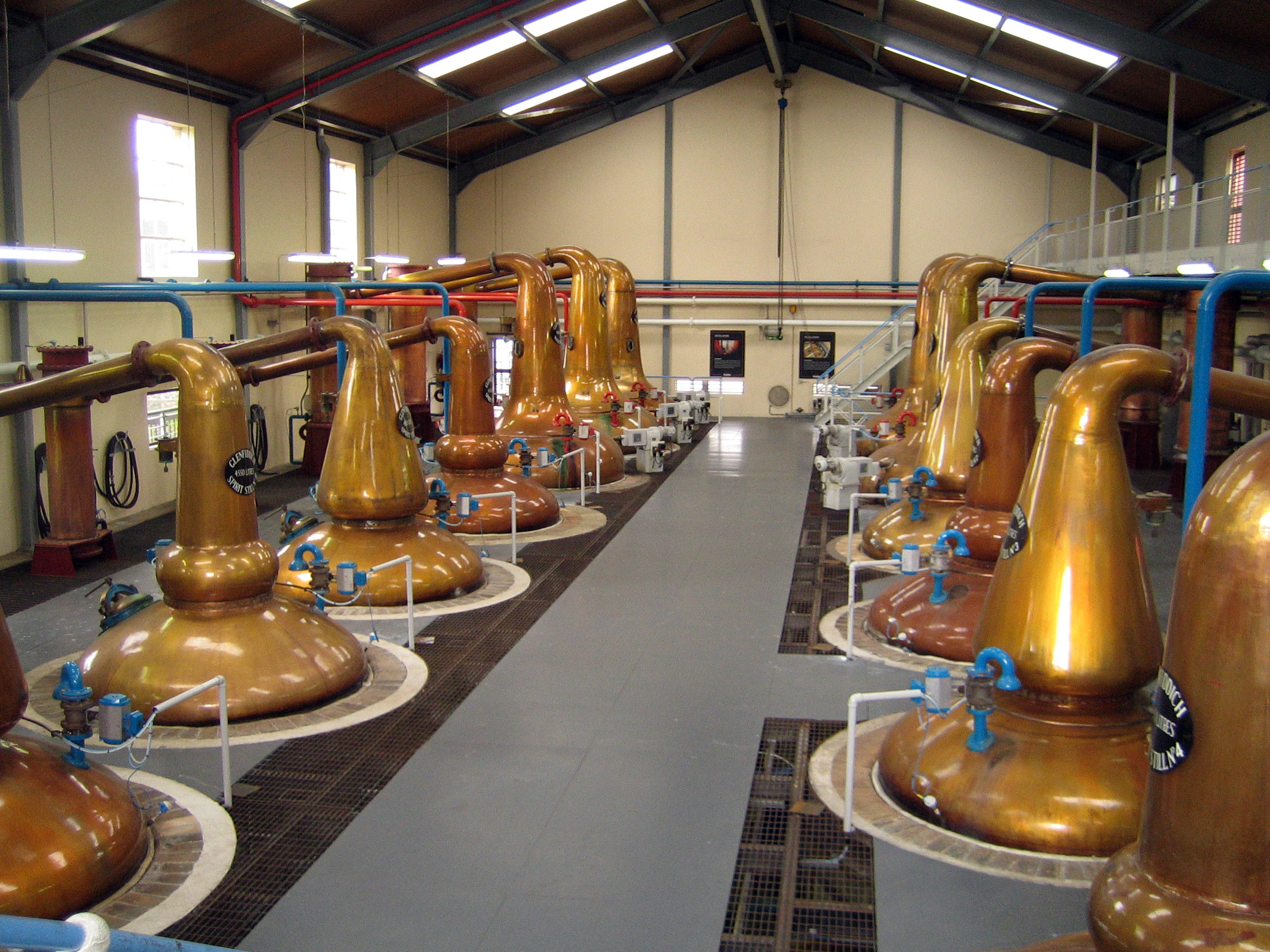
Salle des alambics à Glenfiddich.

Le grist est ensuite mélangé avec de l'eau chaude. Cette eau va typer le whisky, en fonction des terrains qu'elle a traversés, donnant des arômes tourbés, minéraux ou de terre de bruyère. L'importance de l'eau est controversée et semble plutôt un argument marketing.
Cette opération a pour but de transformer l'amidon contenu dans le malt en sucres fermentescibles sous l'action d'enzymes. Elle a lieu dans de grands baquets en bois ou en acier inoxydable, les cuves de brassage (mash tun, en anglais). Le produit de ce brassage est le moût (wort).

### La fermentation
Le moût sucré ainsi obtenu est additionné de levures et la fermentation alcoolique se produit alors. Le moût fermenté est alors appelé le wash.

### La distillation
Le wash obtenu subit une distillation, dont le but est de séparer l'eau de l'alcool. La distillation des single malts s'effectue généralement en deux temps.
La première distillation a lieu dans de grands alambics en cuivre à large base appelés « wash stills » ; ceux-ci, équipés de hublots, sont progressivement chauffés, les vapeurs d'alcool sont collectées, puis refroidies en low wines (bas vins titrant en moyenne 25 % vol.) dans des condenseurs avant d'être introduites dans le second alambic plus effilé appelé « spirit stills » où le processus est répété. Les premières émanations (le premier tiers appelé « tête de cuvée » ou « tête de distillation », ayant de nombreuses impuretés et titrant entre 72 % et 80 % vol.) ainsi que les dernières (le dernier tiers appelé queues de distillations ou feints, riche en sulfures et en composés aromatiques lourds), jugées de moindre qualité, sont isolées et réintroduites dans la distillation suivante des low wines, ou, le plus souvent, vendues aux blenders. Seule la middle cut (cœur de chauffe, titrant en moyenne entre 68 % et 72 % vol.) est conservée et mise en fûts. Les distillateurs considèrent que la forme et la taille de ces alambics est l'un des principaux facteurs qui façonnent le goût du whisky. La forme même des alambics est importante pour la formation des arômes : ainsi en Écosse, trouve-t-on parmi les maîtres de chais des tenants exclusifs de l'« alambic à grand bec » et d'autres non moins réputés de l'« alambic à petit bec ». Par ailleurs, la durée de vie d'un alambic est d'environ trente ans, mais sa cuve doit se « culotter » pendant une dizaine d'années, durant lesquelles la production dudit alambic est sortie du circuit normal des distilleries et vendue aux blenders. Les whiskies irlandais subissent généralement une triple distillation et c'est également le cas de certains scotchs. Au terme de cette étape, le whisky est incolore et titre environ 70°.

### Le vieillissement

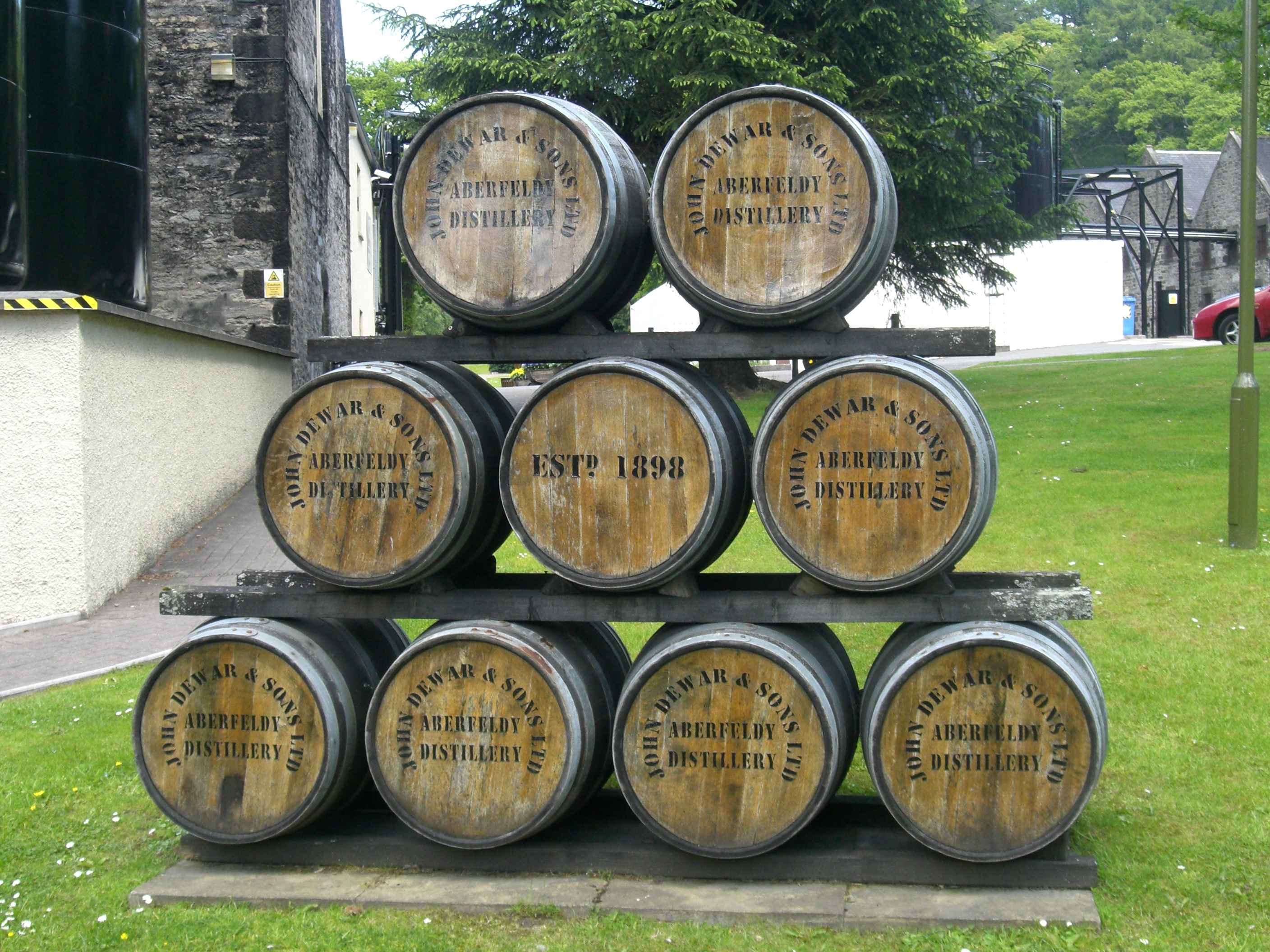
Fûts de vieillissement à Aberfeldy.

Le whisky est enfin vieilli en fûts de chêne. C'est au cours de cette étape que le whisky se colore et acquiert des arômes spécifiques selon le bois utilisé. Les fûts utilisés peuvent être neufs ou usagés : dans le deuxième cas il peut s'agir à 80 % de fûts de bourbon (provenant des États-Unis), à 20 % de xérès en provenance d'Espagne (vin dénommé Sherry par les Britanniques qui en achetaient beaucoup, ce qui a fourni les premiers fûts à recycler), de porto ou encore de vin. Les fûts neufs peuvent subir différents traitements avant utilisation, tels que le wine seasoning (l’intérieur du fût est imprégné de vin pour apporter des arômes spécifiques) ou le charring (l’intérieur du fût est brûlé de façon plus ou moins intensive afin de concentrer en surface les composés aromatiques du chêne). Les fûts utilisés pour le vieillissement des whiskies américains (Tennessee, Kentucky...) sont neufs, avec une très forte chauffe afin de transmettre à l'eau-de-vie des notes toastées et grillées.
En fonction des distilleries, le vieillissement peut se faire, soit exclusivement dans un type de fûts, soit dans un mélange (chez les blenders). D'autres types de fûts usagés sont de plus en plus utilisés : les fûts de porto, les fûts de madère, de rhum, de claret bordelais, de bordeaux rouges, parfois ayant contenu de très grands vins et encore les fûts de sauternes. Ils apportent tous des spécificités de teintes, d'arômes et de saveurs.
La période additionnelle de maturation du whisky dans ces fûts de vin s'appelle affinage ou finition. Quant à l'âge d'un whisky tel qu'affiché sur sa bouteille, étant entendu que la plupart sont des blend, il correspond à la période de vieillissement du plus jeune de ses divers composants.
Les principaux types de fûts sont :
- l’American standard barrel ou ASB, 200 litres, fait de chêne blanc d'Amérique, utilisés pour le vieillissement des bourbons ;
- le Hogshead, une variante de l'ASB de 250 litres ;
- le Bourbon barrel, 180 litres ;
- le Quarter cask, 50 litres, le quart d'un ASB, utilisé là encore pour le bourbon ;
- le Sherry butt, 480 à 520 litres, fût usagé de xérès ;
- le Puncheon, 480 à 520 litres, utilisé pour le whisky de grain, mais aussi pour le rhum et le xérès ;
- le Port pipe, 650 litres, utilisé pour le porto.

La coloration est fonction du type de fût utilisé. Ainsi, un fût de « sherry fino » donne une couleur ambrée au whisky, tandis qu'un fût d'« oloroso » aura pour effet de rendre le whisky plus sombre. Mais cette différenciation est d'autant plus subtile à faire, qu'il peut y avoir, par fût, des « deuxième remplissage », voire des « troisième remplissage ». Les fûts de bourbon apportent une couleur plus dorée ou « paille ». Le type de fût utilisé pour le vieillissement n'impacte pas seulement la couleur mais également les arômes, primaires et secondaires, donc le goût : un fût de xérès développera toujours à un moment ou à un autre de son oxydation, des arômes « sucrés » (fruits, miel…), un fût de bourbon, des arômes « de tête » floraux et « secs ».
Le colorant caramel est souvent utilisé pour la coloration des whiskies afin d'avoir une couleur homogène entre les lots.Cette pratique est en diminution pour les whiskies de malt (single malts)[réf. nécessaire], et n'est pas utilisée pour les whiskies de haut de gamme[Quoi ?], qui peuvent être très clairs, ou au contraire de couleurs diverses et parfois très intenses, en fonction des types de fûts utilisés.
À l'issue de la période de vieillissement, le whisky titre encore approximativement 60 degrés. En fait, l'alcool s'évapore au cours de la maturation en fût et perd environ 1° par année : c'est la « part des anges ». Mais, c'est fonction du degré d'humidité ambiant : ainsi, un fût stocké près de la porte d'une distillerie d'Islay, en milieu saturé d'humidité, titrera beaucoup plus, au terme du même temps de vieillissement, qu'un whisky issu des Lowlands. À l'issue du temps de vieillissement prévu par le maître de chais, le whisky est généralement dilué avec l'eau de la source avant la mise en bouteille pour atteindre le niveau habituel de 40° d'alcool. Il existe néanmoins des bouteilles cask strength, directement tirées du fût et sans adjonction d'eau.
Certaines distilleries sont situées au bord de la mer. Cependant, les whiskys des îles ne sont généralement pas vieillis sur les îles où ils sont produits, mais au centre de l'Écosse.
La période de vieillissement minimale d'un whisky est de trois ans, sauf pour le bourbon, pour lequel un vieillissement minimum de deux ans n'est exigé que pour le "Straight bourbon", mais la plupart des singles malt vieillissent en général entre 8 et 12 ans, certaines bouteilles de single cask allant jusqu'à cinquante ans de vieillissement en fût avant la mise en bouteille.
Ce processus est celui de production des scotchs, il peut varier pour les autres whiskies. Par exemple, le Tennessee whiskey est un alcool à base de maïs qui est filtré à travers du charbon de bois. De plus les bourbons ne peuvent légalement utiliser que des fûts neufs, contrairement aux scotchs. Le whisky canadien quant à lui est historiquement à base de seigle (rye whisky).

### Étiquettes
Dans les premiers temps du whisky, qu'il soit légal ou illégal, sa commercialisation se fait exclusivement en tonneaux. On se servait alors exclusivement au fût ou par l'intermédiaire de pichets.  Ce n'est qu'à la fin des années 1850, alors que le coût du verre devient moins prohibitif, que les choses commencent à changer. Un des premiers à embouteiller son whisky est John Dewar au cours des années 1870.

## Zones de production

### Belgique
- La distillerie de Biercée à Thuin produit le Biercée Rye Whiskey ainsi que d'autres spiritueux. La première distillation de Whiskey fut réalisée en juillet 2015. Il est depuis vieilli dans des fûts et sera mis en bouteille en décembre 2017.
- The Owl Distillery, anciennement PUR.E Distillerie, situé à Grâce-Hollogne, la première distillation de whisky a eu lieu le 17 octobre 2004. Cependant, le fruit de cette distillation (The Belgian Owl) n'a pu concrètement s'appeler whisky avant la fin de l'année 2007, dû au délai d'attente de 3 ans minimum. Le premier embouteillage a eu lieu en novembre 2007.
- La distillerie Radermacher à Raeren produit le Lambertus.
- La distillerie Filliers à Bachte-Maria-Leerne produit le Goldlys.
- La distillerie Demolenberg à Mechelen (Malines) produit le Carolus.
- La Distillerie Waterloo[22] (ouverte depuis 2017).

### Canada
Contrairement à la légende, les whiskys canadiens ne sont que très rarement fabriqués à partir de seigle (rye), ils en contiennent généralement peu ou pas, même s'ils sont dénommés Canadian Rye Whisky. Ces whiskys sont en général des blends, doux et légers. Ils souffrent d'une image un peu floue, avec une production respectable, mais sans grands crus à l'originalité prononcée. Leurs qualités sont bonnes, mais ils demeurent rarement cités dans les réunions de connaisseurs. Parmi les maisons de whiskys canadiens, il s'y trouve :
- Joseph E. Seagram & Sons Limited
- Glenora Distillers qui produit le Glen Breton Rare 10 ans, un single malt canadien.
- The Canadian Club Whisky Company
- La Distillerie J.P. Wiser Limitée
- United Distillers Canada Inc:
- Les Distilleries Corby Ltée
- Les Distilleries Melville Ltée
- Two Brewers, single malt provenant du territoire du Yukon.

Ainsi que plusieurs productions au Québec .

### Écosse
Le nom couramment utilisé pour qualifier le whisky en provenance d'Écosse est scotch whisky, cette appellation est protégée par une loi de 1988, le Scotch Whisky Act, qui dispose que le scotch doit être distillé et vieilli en Écosse.

Zones de production de whisky en Écosse.

On distingue en général cinq grandes régions qui produisent chacune des whiskies très reconnaissables :
- la vallée de la Spey (Speyside) au Nord-Est est la région de production la plus importante, et produit des whiskies subtils et raffinés (exemples : Glenlivet, Glenfiddich)
- les Highlands au Nord donnent des whiskies plus robustes et affirmés (exemples : Glenmorangie, Oban, Balblair ou Old Pulteney)
- les Lowlands au Sud (exemples : Auchentoshan, Glenkinchie, Glengoyne)
- les Îles offrent des whiskies très typés.
  - l'île d'Islay compte huit distilleries en activité (Lagavulin, Laphroaig, Bowmore, Ardbeg, Caol Ila, Bruichladdich, Bunnahabhain et Kilchoman, la plus récente). La distillerie de Port Ellen a fermé ses portes. Une malterie y est installée ainsi que des entrepôts de vieillissement.
  - l'île de Jura compte une distillerie : Isle of Jura
  - l'île d'Arran compte une distillerie : Isle of Arran Distillers
  - l'île de Skye compte deux distilleries : Talisker, Torabhaig
  - l'île de Mull compte une distillerie : Tobermory
  - les îles Orcades comptent deux distilleries : Highland Park et Scapa
- Campbeltown
Parmi les 32 distilleries qui ont existé à Campbeltown, seules trois subsistent : Glen Scotia, Glengyle et Springbank

### États-Unis
Historiquement, les États-Unis occupent le troisième rang pour le whisky dans le monde. La quasi-totalité des distilleries de whiskey se concentre dans seulement deux États américains : le Kentucky et le Tennessee :

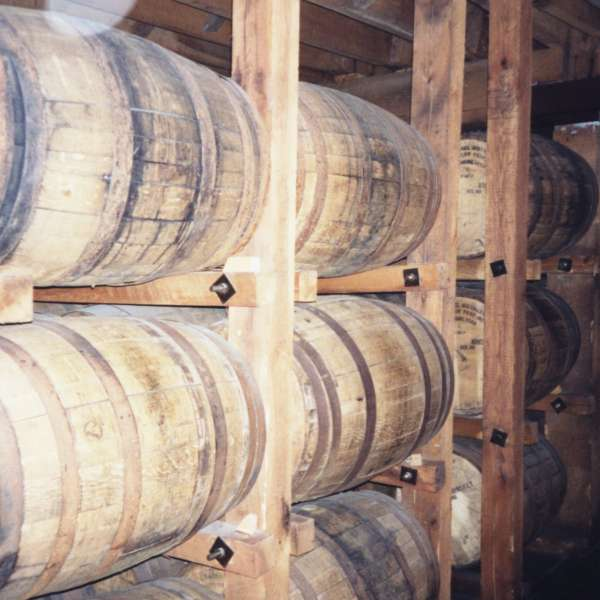
Fûts dans la distillerie Jack Daniel's à Lynchburg dans le Tennessee.

- Kentucky : principales marques et distilleries : Buffalo Trace, Four Roses, Heaven Hill, Jim Beam, Maker's Mark
- Tennessee : Jack Daniel's

### France
En France, le whisky breton « Biniou » a été fabriqué par la « Société des Alcools du Vexin » à Antrain en Ille-et-Vilaine, à partir de blé de 1971 jusqu'au début des années 1980.
Par la suite, la production de whisky s'est développée en Bretagne, dans le Grand Est, dans les Hauts-de-France, en Corse, en Auvergne-Rhône-Alpes et en Normandie puis dans la totalité du territoire national. En 2022, près d'une centaine de distilleries produisent du whisky[réf. nécessaire].

### Irlande
L’Irlande est l’autre grande patrie du whisky. Une vingtaine de distilleries produisent des whiskies irlandais. Ceux-ci se déclinent en une très grande variété de marques. Certaines d'entre elles sont classées parmi les meilleurs whiskies du monde. Parmi les plus connues, on trouve Bushmills, la plus emblématique des distilleries irlandaises, Midleton, qui a repris la fabrication de la marque John Jameson & Son, Cooley, Tullamore Dew (en), Teeling et Kilbeggan.

### Japon
- le groupe Nikka Whisky Distilling, possédant notamment les distilleries de Nikka, Sendai et Yoichi
- le groupe Suntory (distillerie Yamazaki)

## Dégustation

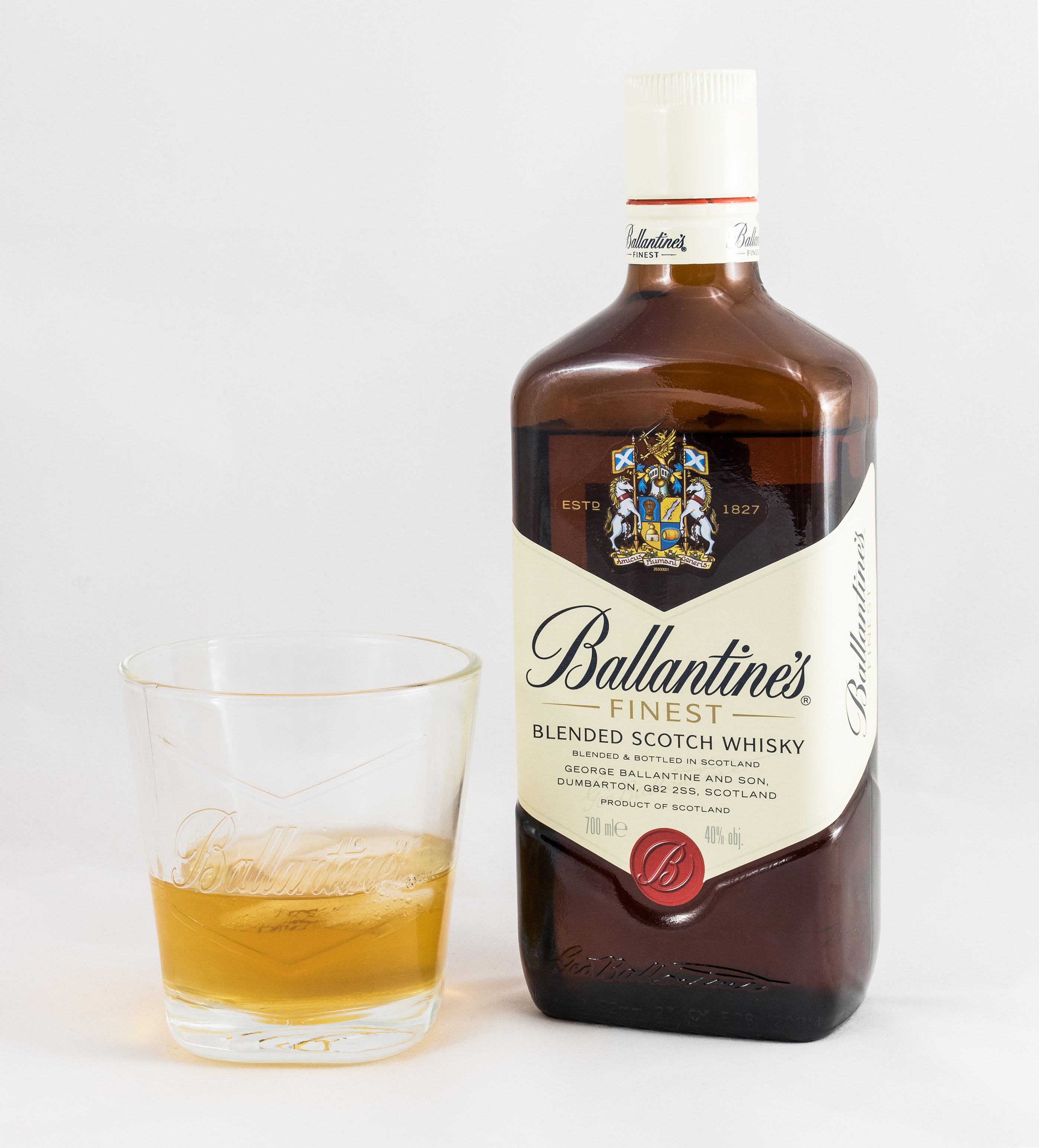
Blended Scotch Whisky.

Pour apprécier pleinement le goût d'un bon whisky, il est généralement déconseillé d'y ajouter des glaçons,. En effet, le choc thermique dénature les arômes et endort les papilles,.
Il est en revanche possible, voire recommandé dans certains cas, d'allonger son whisky avec un peu d'eau (seulement quelques gouttes),,. L'idéal serait l'eau de la source de la distillerie, mais celle-ci étant rarement accessible au consommateur, une simple eau minérale ou de source neutre, et à la rigueur l'eau du robinet (pourvu qu'elle n'ait pas de goût) conviennent tout à fait. Les connaisseurs affirment que cette adjonction permet de libérer les arômes. La quantité d'eau à ajouter dépend du whisky : certains doivent être dégustés au plus haut degré de confort (environ 43 % d'alcool), d'autres peuvent être allongés jusqu'à 30 degrés,,. Les premiers sont les whiskies gras et souples, bus généralement en digestifs, obtenus par des distillations lentes et vieillis dans des fûts ayant contenu un vin. Les autres sont les whiskies fumés vieillis dans du bois neuf. Tous les intermédiaires sont possibles avec les assemblages que l'on trouve sur le marché. Il faut donc déterminer soi-même la quantité d'eau optimale en en rajoutant progressivement. Le mélange optimal est obtenu lorsque l'expression aromatique spécifique du whisky dégusté est maximale lors d'une gorgée, sachant que la taille de la gorgée dépend du degré d'alcool (les gorgées d'un whisky moins alcoolisé peuvent être plus importantes sans entraîner de brûlure), et que l'eau modifie la hiérarchie aromatique et l'acidité.

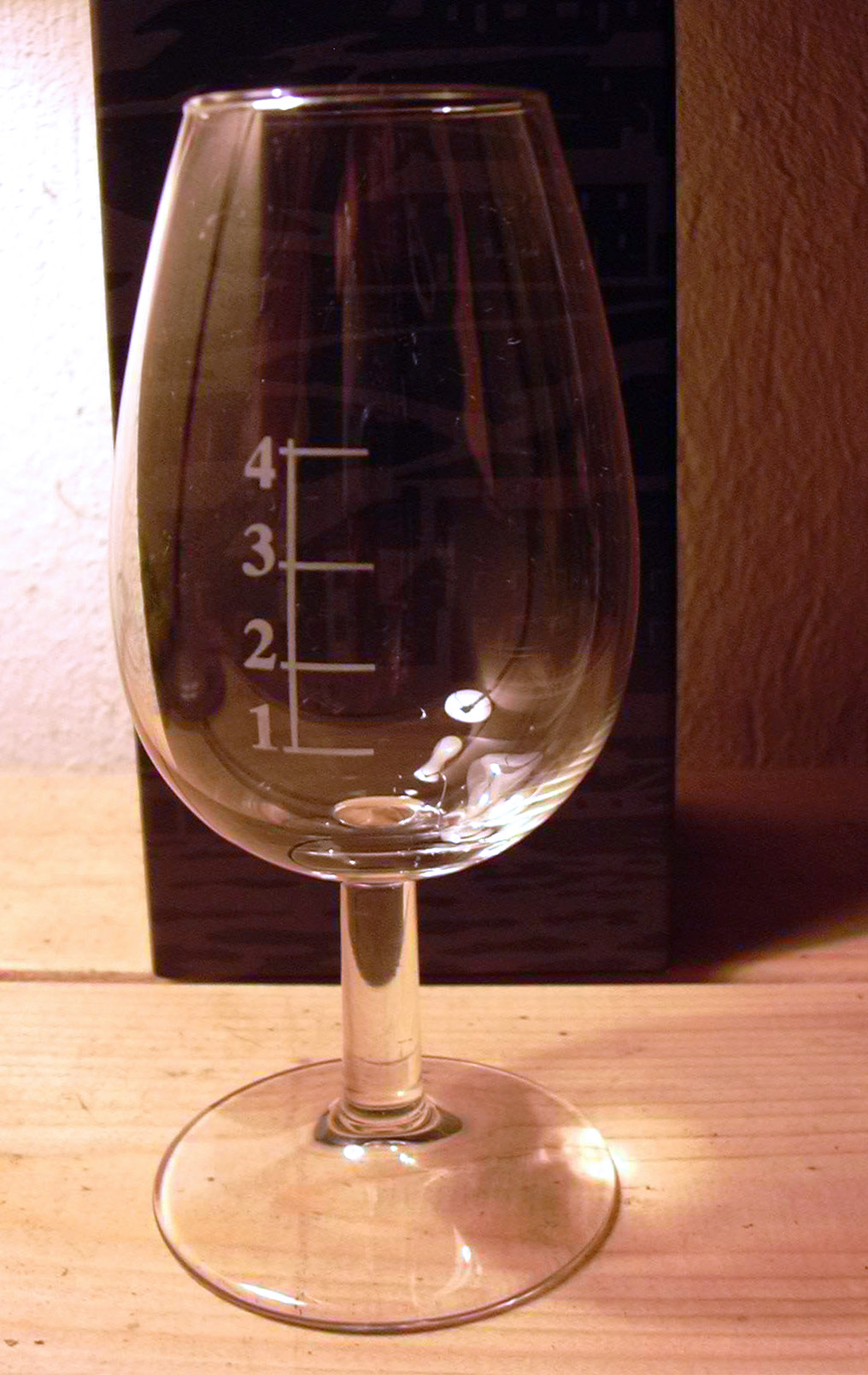
Un verre à dégustation.

Il est également possible, voire recommandé dans certains cas, de boire l'eau à part du whisky. L'eau n'est alors jamais mélangée au whisky, ni dans le verre ni en bouche. Un verre de whisky puis un verre d'eau neutre avant le second verre de whisky. Certaines eaux sont connues pour cela, de par leur neutralité, comme la Tŷ Nant (en), produite au pays de Galles[réf. souhaitée]. C'est une méthode appréciée lors de dégustations de plusieurs whiskies, mais également en tant que mode de consommation habituel de whisky.
Bien que le verre à whisky traditionnel (old fashion) soit de forme cylindrique, les connaisseurs recommandent plutôt des verres à whisky en forme de tulipe comme le verre à whisky Glencairn,.
Les principales qualités d'un whisky (force alcoolique, caractère fruité, boisé ou tourbé et âge) peuvent être déterminées par son seul nez (la palette olfactive, la dégustation s'appelle d'ailleurs nosing en anglais, qui fait référence à nose, le nez).
Le « feu » d'un whisky peut aider à déterminer son âge. Si la force alcoolique se fait ressentir au début de la langue, alors le temps de vieillissement de ce whisky est de moins de dix ans. Plus le feu du breuvage se dirige en profondeur de la gorge, plus celui-ci a vieilli en fût.
Les arômes du whisky peuvent être classés en deux catégories :
- ceux provenant du processus d'élaboration :
  - céréales,
  - fruités,
  - tourbés, fumés, marins ;
- ceux provenant du vieillissement :
  - boisés, épicés.

La dégustation se décompose généralement en trois phases :
- phase visuelle :
  - la couleur et les reflets donnent des informations sur le type de fût dans lequel le whisky a vieilli, ainsi que sur son âge (le new spirit — whisky non vieilli — est incolore à sa sortie de l'alambic) ;
  - la viscosité du whisky, appréciée en observant les traces laissées à la surface du verre (appelées « jambes » ou legs en anglais) lorsqu'on l'agite dans un mouvement circulaire, donne aussi des indices sur le type de fût utilisé et sur la durée de vieillissement ;
  - la limpidité permet de savoir si le whisky a été filtré.
- phase olfactive :
  - le premier nez est une première approche des différents arômes. Cette étape consiste à déceler les arômes les plus volatils en plaçant son nez plus ou moins loin du verre ;
  - le second nez consiste à effectuer des mouvements rotatifs avec le verre afin de révéler d'autres arômes. Il est souvent intéressant de recouvrir le verre quelques secondes avec sa main (ou avec le couvercle fourni avec certains verres de dégustation) afin de concentrer ces arômes.
- phase gustative :
  - la bouche 
    - l'attaque en bouche permet de distinguer les whiskys gras des secs et de comparer les saveurs fondamentales à l'approche olfactive ;
    - le milieu de bouche est l'occasion de détailler les qualités du whisky. Si elles se renforcent, il est dit linéaire ; si elles évoluent, il est qualifié de complexe ;

  - la finale permet d'apprécier la longueur du whisky, et le retour de nez. Une fois le verre fini, elle permet d'apprécier les arômes des extraits secs qui peuvent révéler encore d'autres richesses.

Les principaux cocktails à base de whisky sont :
- l'Irish coffee : whiskey irlandais, sucre de canne, café chaud, crème fraîche (direct au verre)
- le Manhattan : whisky, bourbon, vermouth italien, angustura (verre à mélange)
- le Scotch sour : whisky écossais, sucre, citron (shaker)

## Chimie
Le vieillissement du whisky cause la production d'une petite quantité de produits volatils qui, comme l'alcool, stimulent les récepteurs du GABA, mais à des concentrations moindres. Ces composés agissent en synergie avec l'alcool pour causer les effets sédatifs et anxiolytiques du whisky.

## Culture du whisky

### Bande dessinée
- Dans Les Aventures de Tintin, le capitaine Haddock est un grand buveur de whisky. Hergé a parfois affiché la marque Loch Lomond dès l'existence de cette marque[31].
- Pour la création du label français Black Mountain[32], Jean-Claude Pertuzé a réalisé en 2013 un album de bandes dessinées en noir et blanc, Black Mountain, Le Louglier.

### Cinéma
- Whisky à gogo (Whisky Galore!) d'Alexander Mackendrick (1949), un grand classique du cinéma d'humour britannique, traite d'un drame lié au whisky : en 1943 sur la petite île écossaise de Todday, le whisky vient à manquer et la population se désespère, des plus jeunes aux plus vieux.
- Les Grandes Vacances de Jean Girault avec Louis de Funès se termine par une séance mémorable dans une distillerie écossaise de whisky.
- Dans La Cité de la peur d'Alain Berberian (1994)), un dialogue entre le commissaire Bialès (Gérard Darmon) et Odile Deray (Chantal Lauby), est considéré comme culte : « Vous voulez un whisky ? — Juste un doigt. — Vous voulez pas un whisky d'abord ? »[33],[34],[35].
- Lost in Translation est un film de Sofia Coppola sorti en salles en 2004 qui traite d'un acteur américain faisant de la publicité pour Suntory, un whisky japonais.
- Whisky est un film uruguayen de 2004.
- La Part des anges est un film écossais de Ken Loach sorti en 2012 et dont l'action se déroule en partie dans une distillerie.
- Kingsman 2 est un film d'action qui se passe autour d'une distillerie de whisky

### Littérature
- Dans le premier Maigret de Georges Simenon, Pietr-le-Letton (édité en 1931), chapitre 12 : « Mais le Letton, saisissant une bouteille de whisky […] Et il se versa un plein verre, l'avala d'un trait » et chapitre 13 : « ...il n'avait jamais vu un homme avaler d'un trait un grand verre à eau plein de whisky, le remplir, le vider encore, le remplir une troisième fois, secouer la bouteille et boire jusqu'aux dernières gouttes l'alcool à soixante degrés ».
- Citations et dictons